# Amazonas Nexus
Amazonas Nexus (auch Intelsat 46) ist ein kommerzieller Kommunikationssatellit des spanischen Satellitenbetreibers Hispasat.

## Geschichte
Im Januar 2020 unterzeichneten Thales Alenia Space und Hispasat einen Vertrag zum Bau eines neuen geostationären Kommunikationssatelliten. Dieser Satellit, Amazonas Nexus, sollte seinen Vorgänger Amazonas 2 bei 61° West ablösen und danach Kommunikationsdienstleistungen in ganz Amerika zur Verfügung stellen.
Der Start erfolgte am 7. Februar 2023 auf einer Falcon-9-Trägerrakete von der Cape Canaveral Space Force Station in einen supersynchronen geostationären Transferorbit. Von dort aus erreichte der Satellit durch Zünden der Bordtriebwerke am 31. Mai 2023 eine geosynchrone Umlaufbahn.
Hispasat gab im März 2023 bekannt, einen Großteil der Ku-Band-Nutzlast des Satelliten an den Satellitenbetreiber Intelsat mit Sitz in Luxemburg zu vermieten. Intelsat bezeichnet diese Nutzlast als Intelsat 46.

## Technische Daten
Thales Alenia Space baute Amazonas Nexus auf Basis ihres Spacebus-Neo-Satellitenbusses. Er ist mit Hochleistungs-Transpondern ausgerüstet, welche im Ku-Band und Ka-Band arbeiten. Des Weiteren besitzt er einen rein elektrischen Antrieb, welcher durch zwei große Solarmodule und Batterien mit Strom versorgt wird. Der Satellit ist dreiachsenstabilisiert und besitzt eine geplante Lebensdauer von mehr als 15 Jahren.
Es befindet sich außerdem die Greensat-Nutzlast an Bord, welche aus Ka-Transpondern (je 800 MHz) besteht und für Tele Greenland Internetbreitband in Grönland bereitstellen soll.
Eine weitere Nutzlast ist die militärische Pathfinder-2-Mission für die US-amerikanische Space Force. Betreiber der Nutzlast ist das Space and Missile Systems Center.